# Adriaen Hanneman
Adriaen Hanneman (c. 1603 - enterrat l'11 de juliol de 1671) va ser un pintor de l'Edat d'Or neerlandesa, més conegut avui pels seus retrats de la cort reial britànica. El seu estil va ser fortament influenciat pel seu contemporani, Anthony Van Dyck.

## Biografia
Va néixer en una família catòlica de la Haia, i va estudiar dibuix amb el retratista Jan Antonisz. van Ravesteyn. Se'n va anar a Anglaterra el 1623, on va viure durant 16 anys. Allí va conèixer i va ser influenciat per Anthony Van Dyck, Cornelis Janssens van Ceulen i Daniël Mijtens. Li agradava el patrocini de Constantijn Huygens, qui el va introduir en la cort. Va tornar a l'Haia, on es va casar amb la filla del seu vell professor de dibuix, Maria van Ravesteyn, el 1640. En 1645 va ser nomenat diaca de la Confraria de Sant Lluc. En 1656 va ser un dels dissidents que es van separar durant la Confrerie Pictura, que va dirigir el primer període. El 1666 va ser guardonat amb una copa de plata pels seus anys de servei a aquest grup. Després que la seva primera dona va morir, es va casar per segona vegada per Alida Bezemer en 1669.

## Galeria de retrats

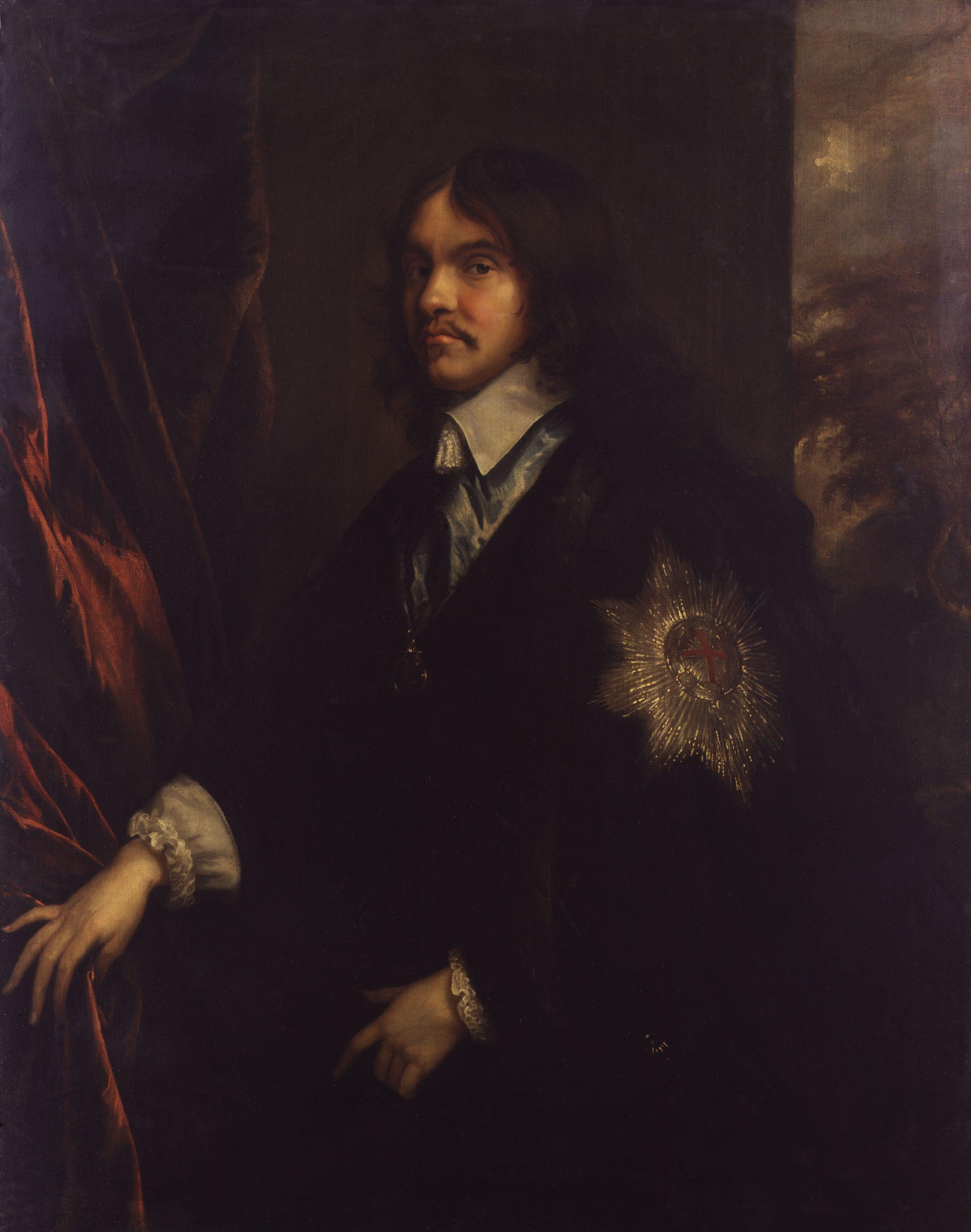
William Hamilton, National Portrait Gallery de Londres
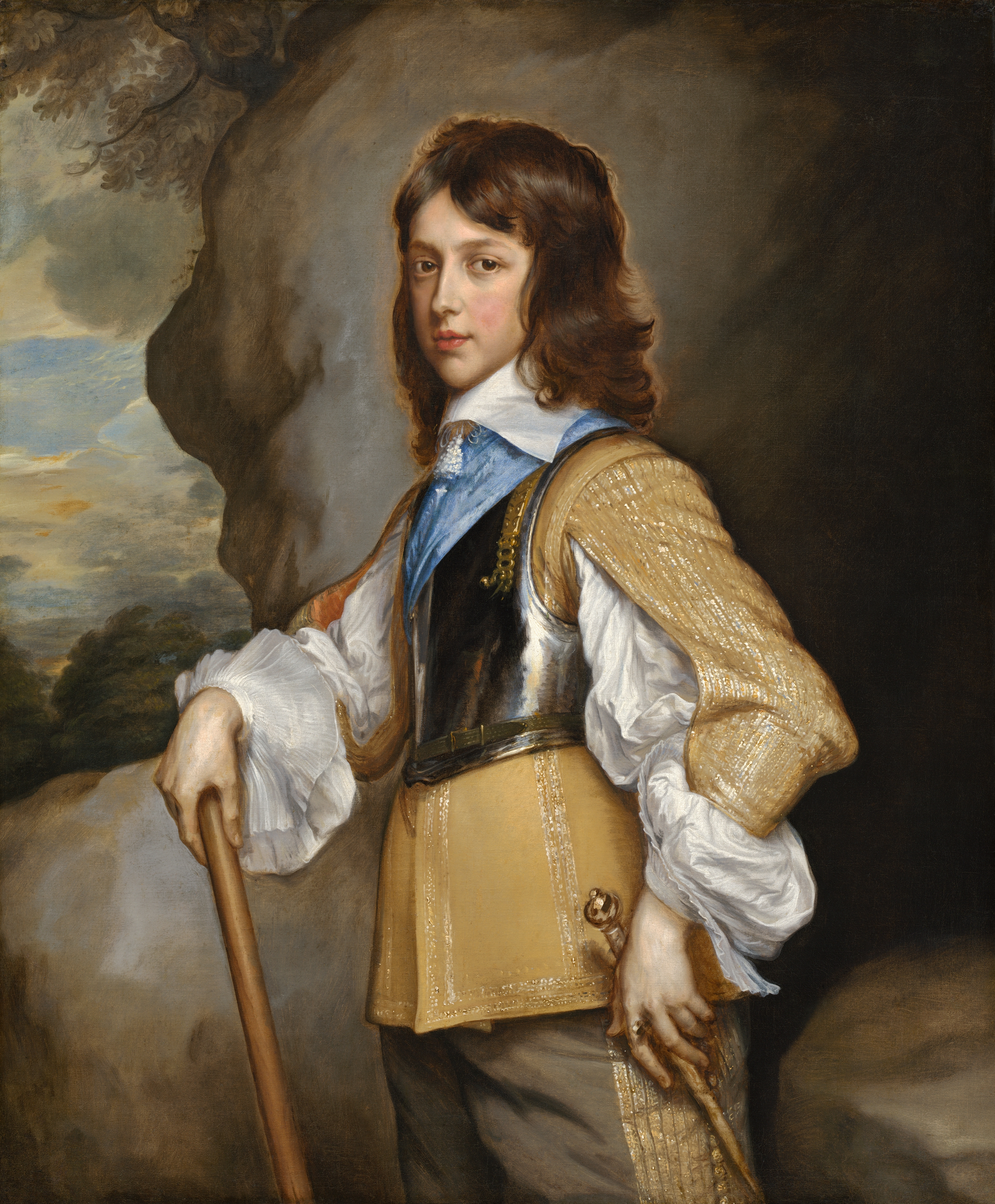
Henry Stuart, National Gallery of Art a Washington
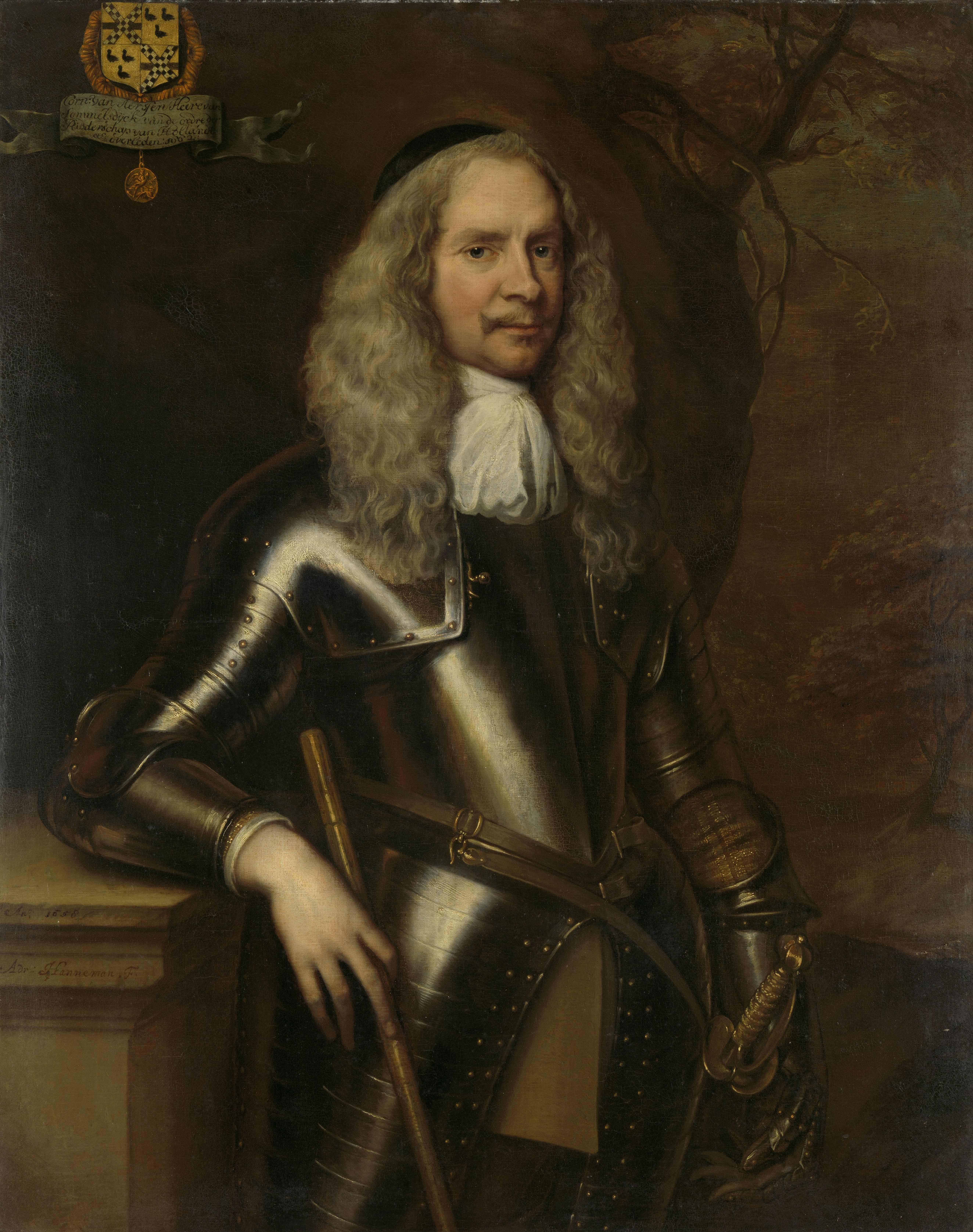
Cornelis van Aerssen van Sommelsdijck, al Rijksmuseum Amsterdam
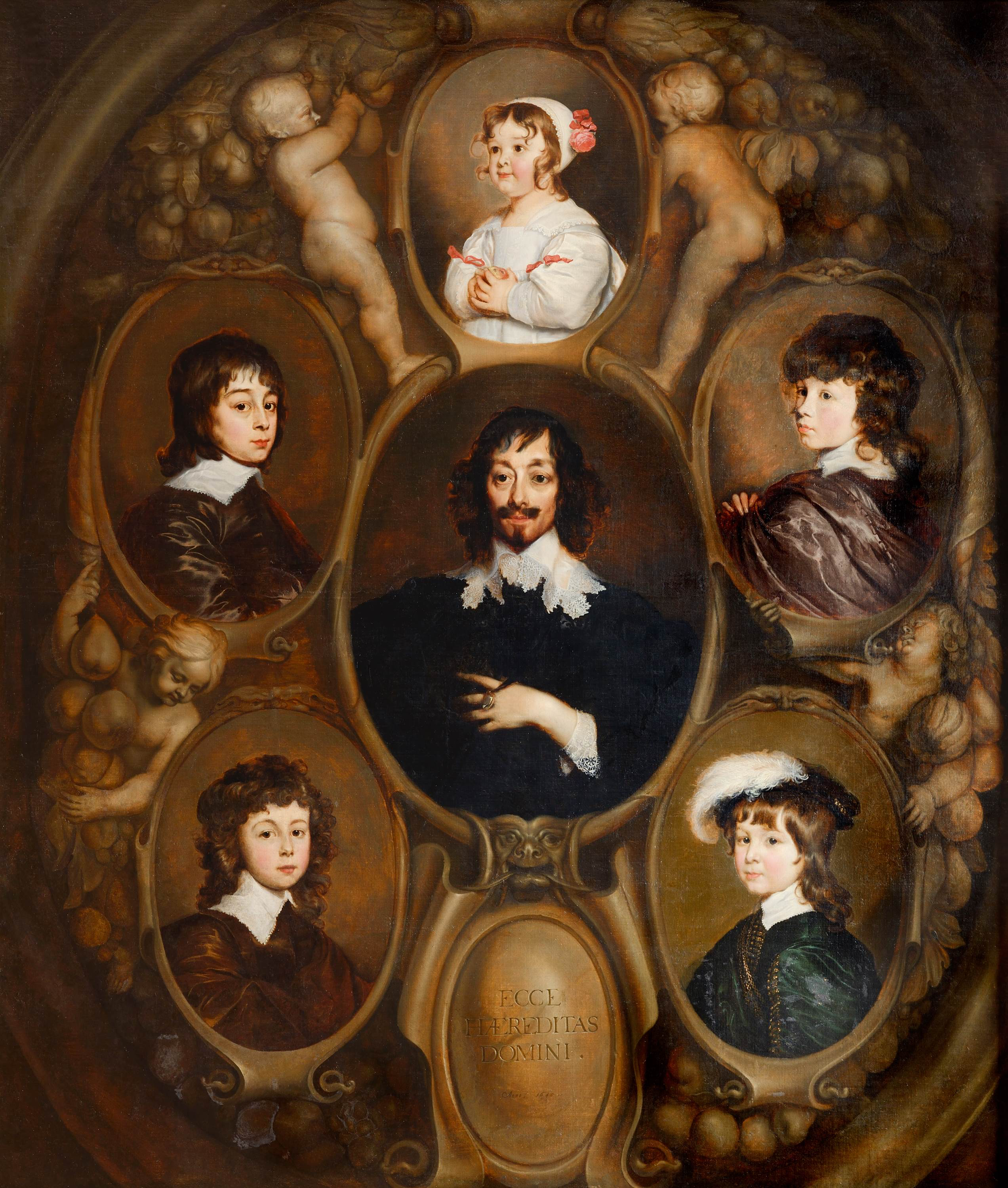
Familia de Constantijn Huygens.
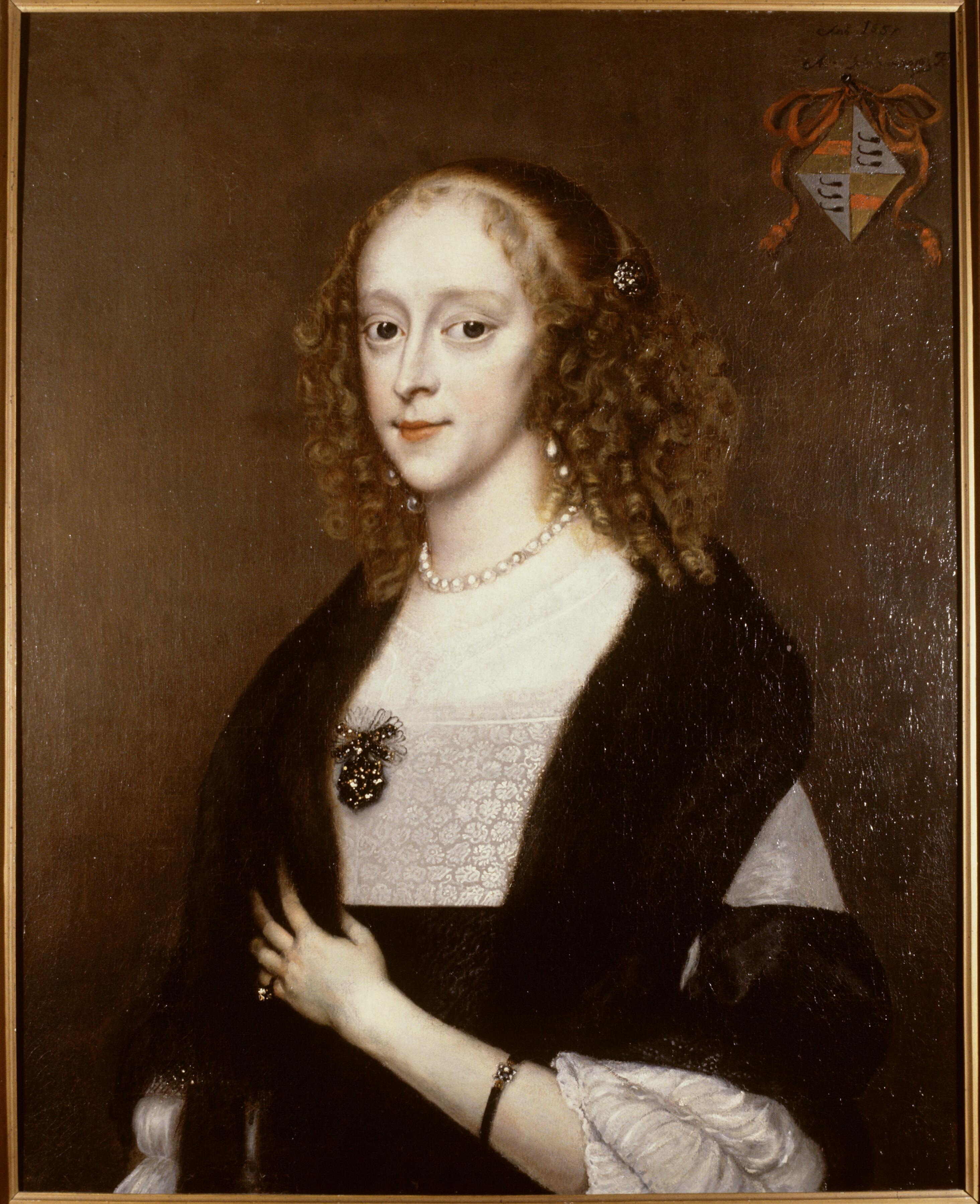
Wendela Bicker (1635-1668), dona de Johan de Witt,1659